# Cassius Freiherr von Montigny
Cassius Freiherr von Montigny (* 28. Oktober 1890 in Düsseldorf; † 8. November 1940 in Bad Tölz) war ein deutscher Militär und SS-Offizier im Range eines SS-Oberführers.
Er war mit Anna Freifrau von Montigny, geb. Lenhart verheiratet und hatte einen Bruder, den Kapitän zur See Carl Freiherr von Montigny.

## Leben

### Jugend und Erster Weltkrieg
Cassius Freiherr von Montigny trat 1909 als Seekadett in die Kaiserliche Marine ein. Von 1912 bis Dezember 1914 diente er auf dem Linienschiff Pommern. Vom Dezember 1914 bis Januar 1915 besuchte von Montigny eine Unterseebootschule und trat anschließend seinen Dienst als Wachoffizier auf dem U-Boot U 15 an. Bei der neuartigen U-Bootwaffe machte er rasch Karriere: Bereits im Oktober 1916 wurde er zum Oberleutnant zur See ernannt. Wenig später war von Montigny bereits Kommandant von U 38 und im Januar 1917 befehligte er nacheinander die U 10, U 30 und U 42.
Sein damaliges Einsatzgebiet lag im Ersten Weltkrieg vor allem im Baltikum und der Nordsee. Während des Krieges wurde er mit dem Eisernen Kreuz beider Klassen ausgezeichnet.

### Weimarer Republik
Nach dem verlorenen Krieg war Cassius Freiherr von Montigny Angehöriger eines Freikorps und der Schwarzen Reichswehr, als er das Kommando über eine Kampfwagenstaffel des Sturmbataillons der „3. Marinebrigade Löwenfeld“ übernahm. Von Dezember 1918 bis zum 30. November 1919 nahm von Montigny an den Freikorps-Einsätzen in Oberschlesien und im Ruhrgebiet teil.
1920 nahm er aktiv am „Kapp-Putsch“ in Berlin teil. Nach dessen Niederschlagung trat er im Juli 1920 in die Preußische Sicherheitspolizei ein. Dort befehligte er als Hauptmann eine Hundertschaft im Rheinland.
Von 1926 bis 1931 besuchte von Montigny die Höhere Polizeischule Potsdam-Eiche und wurde dort zum Major der Schutzpolizei befördert. Danach war er zwischen 1931 und dem 1. Februar 1932 als Inspektionskommandant der Schutzpolizei in Oberschlesien eingesetzt.

### Im Nationalsozialismus
Von Montigny schloss sich zum 1. September 1932 der NSDAP an (Mitgliedsnummer 1.330.801) und wurde am 1. Februar 1934 zum Oberstleutnant der Schutzpolizei ernannt. Seinen neuen Dienstposten trat er in der Polizeiverwaltung Berlin an. Bereits im Sommer 1934 erhielt von Montigny eine Beförderung zum Oberst der Schutzpolizei, dennoch wechselte er im Herbst des gleichen Jahres in die Wehrmacht über. In der Wehrmacht wurde er zuerst als Stabsoffizier in einem Infanterieregiment sowie als Bataillonskommandeur eingesetzt.
Im Herbst 1935 kommandierte Cassius von Montigny das Infanterieregiment 31 und übernahm 1936 das Kommando über das Infanterieregiment 102. Auf einer gemeinsamen Tagung von Offizieren der Wehrmacht und der SS-Verfügungstruppe des Jahres 1938 kam von Montigny zu dem persönlichen Entschluss, dass die „neue Wehrmacht“ nie die Garde- und Elitetruppe des Deutschen Reiches sein könne. Hinter dem Entschluss stand der Druck durch den Befehlshaber der Wehrmacht Werner von Blomberg. So meldete er sich als Folge dessen zur SS und wurde am 1. April 1938 von Heinrich Himmler persönlich in die Allgemeine SS (SS-Nr. 292.804) aufgenommen. In einer Direktbeförderung ernannte Himmler von Montigny noch am selben Tag zum SS-Obersturmbannführer und kommandierte diesen anschließend als Taktiklehrer an die SS-Junkerschule Bad Tölz und die SS-Junkerschule Braunschweig ab.
Am 30. Januar 1939 wurde von Montigny zum SS-Standartenführer befördert und übernahm gleichzeitig die Leitung der SS-Junkerschule Braunschweig. Am 31. August 1939 wurde von Montigny intern als Kommandant des 2. SS-Totenkopfregimentes und in das Gruppenkommando einer zukünftigen SS-Totenkopfdivision eingesetzt.
Ab dem 1. November 1939 war von Montigny Erster Generalstabsoffizier (Ia) in der SS-Totenkopfdivision unter Theodor Eicke. Hier war er der einzige SS-Führer im Divisionsstab, der nicht aus den Reihen der KZ-Wachverbände entstammte. Er wurde dort am 30. Januar 1940 zum SS-Oberführer ernannt und nahm in dieser Stellung auch am deutschen Angriff im Westen teil. Er galt als einziger qualifizierter Stabsoffizier der Totenkopfdivision zu Beginn des Feldzuges. In Frankreich erlitt von Montigny am 27. Mai 1940 einen Aufbruch eines Magengeschwürs und wurde von Eicke beurlaubt. Nach fast zwei Monaten kehrte von Montigny am 25. Juli 1940 zum aktiven Dienst in der Waffen-SS zurück und wurde dort kurzfristig im Kommandostab RFSS eingesetzt. Im Anschluss daran übernahm er die Leitung der SS-Junkerschule Bad Tölz.
Am 8. November 1940 verstarb Cassius Freiherr von Montigny in Bad Tölz an den Folgen eines Herzinfarktes.